# 半月镇
半月镇，是中华人民共和国湖北省宜昌市当阳市下辖的一个乡镇级行政单位。

## 行政区划
半月镇下辖以下地区：
半月山社区、先锋村、红光村、燎原村、龙台村、宇宙村、罗店村、春光村、紫盖村、胡家湾村和泰山村。